# Florence Owens Thompson

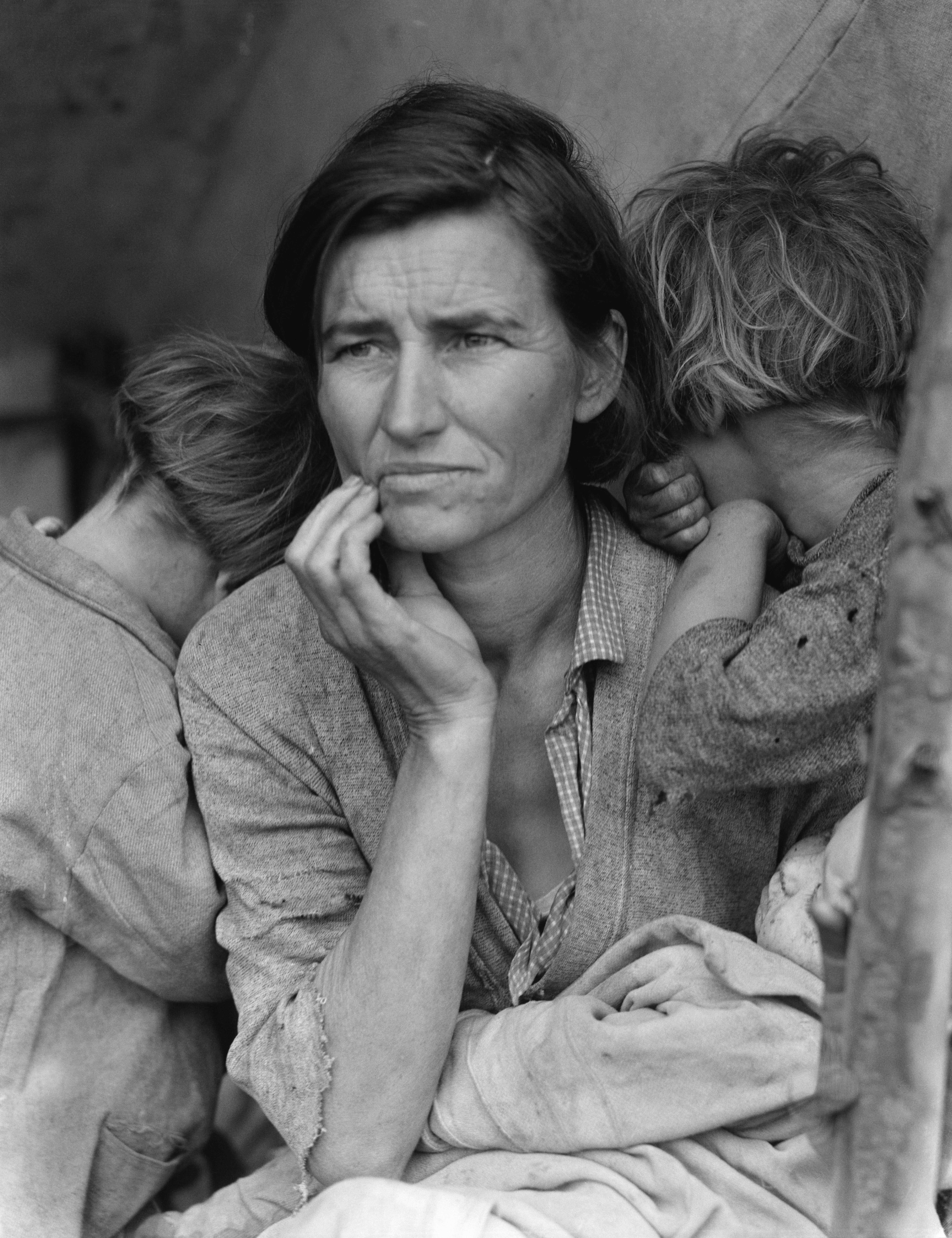
Florence Owens Thompson na zdjęciu Dorothei Lange Matka tułaczka (1936)

Florence Owens Thompson, ur. jako Florence Leona Christie (ur. 1 września 1903, zm. 16 września 1983) – bohaterka fotografii Matka tułaczka, wykonanej przez Dorotheę Lange. Fotografia stała się ikoną wielkiego kryzysu i jest jedną z najbardziej znanych oraz najczęściej przedrukowywanych fotografii na świecie. W 2003 roku fotografia znalazła się w albumie LIfe: „100 fotografii, które zmieniły świat”.

## Życiorys
Florence Owens Tomphson urodziła się 1 września 1903 r. jako Florence Leona Christie na Terytorium Indiańskim (obecnie Oklahoma). Wywodziła się z Czirokezów. Jej ojciec, Jackson Christie, opuścił rodzinę przed narodzeniem Florence. W 1905 r. jej matka wyszła za Charlesa Akmana (wywodzącego się z plemienia Czoktawów). Rodzina mieszkała na farmie pod Tahlequah.
14 lutego 1921 r. siedemnastoletnia Florence wyszła za Cleo Owensa, dwudziestotrzyletniego syna farmera z hrabstwa Stone w Missouri. Para miała niebawem trójkę dzieci – Violet, Violę i Leroya. W 1926 r. rodzina wraz z innymi krewnymi Owensa przeniosła się na zachód, do Oroville w Kalifornii. Tam pracowali w tartakach i na farmach w dolinie Sacramento. Wiosną 1931 r. Owens zmarł na gruźlicę. Florence była wtedy w ciąży z ich szóstym dzieckiem. Rodzinę utrzymywała, pracując w restauracjach i w rolnictwie. W 1933 r. urodziła swoje siódme dziecko ze związku z miejscowym przedsiębiorcą. Obawiając się, że on lub jego rodzina mogliby odebrać jej nowo narodzone dziecko, wróciła na pewien czas do Oklahomy. Następnie znów udała się do Kalifornii, do miejscowości Shafter. Tym razem w podróży towarzyszyli jej rodzice. Tam poznała Jima Hilla. Z tego związku miała kolejną trójkę dzieci. Hill nie mógł utrzymać żadnej pracy, więc ciężar zaspokajania potrzeb rodziny spoczywał całkowicie na Florence. Przez kolejne lata ciężko pracowała w szpitalach, barach, kuchniach i na polach. Wspominała, że zbierała około 200 kilogramów bawełny dziennie, pracując od świtu do zmroku. W okresie tułaczki za pracą jej dzieci rzadko mogły uczęszczać do szkoły, zazwyczaj przebywały na polach, gdzie matka pracowała. Rodzina mieszkała w samochodzie lub namiotach.

### Matka tułaczka
W marcu 1936 r. Florence, po zbiorze buraków w Imperial Valley, podróżowała wraz z rodziną autostradą 101 w kierunku Watsonville, gdzie miała nadzieję znaleźć pracę na polach sałaty w Pajaro Valley. Po drodze zepsuł im się samochód. Hill, próbując go naprawić, uszkodził chłodnicę. Udał się więc autostopem wraz z synami Florence do pobliskiego miasta, aby naprawić tę część w tamtejszym warsztacie. W tym czasie Florence wraz z pozostałymi dziećmi czekała w obozie biednych, najemnych robotników w Nipomo. W obozie znajdowało się wtedy (według wspomnień Florence) około 2000 osób.
Tam podeszła do niej Dorothea Lange, fotograf podróżująca po Stanach Zjednoczonych, pracująca dla Resettlement Administration i dokumentująca amerykańską rzeczywistość czasów kryzysu. Lange wracała właśnie do swojego domu w Berkeley z sześciotygodniowego zlecenia fotograficznego, gdy zobaczyła znak kierujący do obozu. Zjechała do niego i tam zobaczyła Florence. Jak wspominała: Zobaczyłam głodną i zdesperowaną matkę i podeszłam do niej jak przyciągana magnesem. Podążałam za instynktem, a nie rozumem. W ciągu 10 minut Lange wykonała 6 zdjęć Florence i jej dzieciom. W swoich notatkach zapisała: Siedmioro głodnych dzieci. Ojciec pochodzi z Kalifornii. W nędzy w obozie najemnych robotników (...) z powodu nieudanych zbiorów grochu. Musieli sprzedać opony, żeby kupić jedzenie. Lange wspominała później to spotkanie: Nie pytałam o jej historię ani nazwisko. Powiedziała, że ma 32 lata. Powiedziała mi, że żywią się zmrożonymi warzywami z pobliskich pól i upolowanymi przez dzieci ptakami. Właśnie sprzedała swoje opony, żeby kupić jedzenie. Natomiast według wspomnień Florence Lange w ogóle nie zadawała jej żadnych pytań. Z kolei jej syn, Troy Owens, twierdził: W żadnym wypadku nie mogliśmy sprzedać opon, ponieważ nie mieliśmy opon na sprzedaż. Jedyne, które mieliśmy, były na kołach samochodu, którym odjechaliśmy. Nie twierdzę, że Dorothea Lange kłamała. Raczej pomieszała tę historię z inną.
Lange obiecała Florence, że nigdy nie opublikuje jej zdjęć, jednak wysłała je nie tylko do Resettlement Administration, ale też do „San Francisco News”. Czasopismo zamieściło zdjęcia wraz z informacją o 2500–3000 robotników przebywających w obozie. Po publikacji rząd w ciągu tygodnia przekazał do obozu w Nipomo około 9 ton żywności. Jednak, nim tam dotarła, rodzina Florence Thompson już stamtąd wyjechała.
Jedna z fotografii wykonanych przez Lange została nazwana później Matka tułaczka. Przedstawia ona Florence Thompson, do której przytulają się jej dwie córki, Katherine i Ruby, podczas gdy mała Norma znajduje się na jej rękach. Zdjęcie to stało się symbolem wielkiego kryzysu.
O publikacji zdjęcia Florence dowiedziała się od swoich synów, którzy dorabiali sobie jako gazeciarze i zobaczyli je w jednym z egzemplarzy dostarczanej przez siebie gazety. Wbrew obietnicy Lange nigdy nie wysłała jej odbitki, nigdy też Florence nie otrzymała żadnej korzyści finansowej za pojawienie się na opublikowanym zdjęciu. Nigdy nie lubiła swojej fotografii, w wywiadzie udzielonym w latach 70. stwierdziła, że wolałaby, aby Lange nigdy jej nie sfotografowała. Z kolei dzieci Florence Thompson, udzielając wywiadów już w wieku dorosłym, mówiły o tym, że zdjęcie Lange nie pokazuje prawdy o ich matce, która była radosną kobietą lubiącą taniec i muzykę. Nie mówi też prawdy o ich dzieciństwie, które – mimo wielkiej biedy – wspominały w tych wywiadach jako mające w sobie wiele radości.
W czasie wykonania zdjęcia Lange była pracownikiem rządowym, tak więc znalazło się ono w domenie publicznej i autorka nie otrzymała za nie bezpośrednio żadnych honorariów. Przyczyniło się ono jednak znacznie do rozwoju jej kariery.
Zdjęcie zyskało duże uznanie, było często przedrukowywane. W 1998 r. znalazło się na 32-centowym znaczku United States Postal Service. W tym też roku zdjęcie wraz z ręcznymi notatkami Lange sprzedano na aukcji za 244 500 dolarów.

#### Pozostałe fotografie
Pozostałe fotografie przedstawiające Florence Owens Thompson wykonane tego dnia przez Dorotheę Lange.

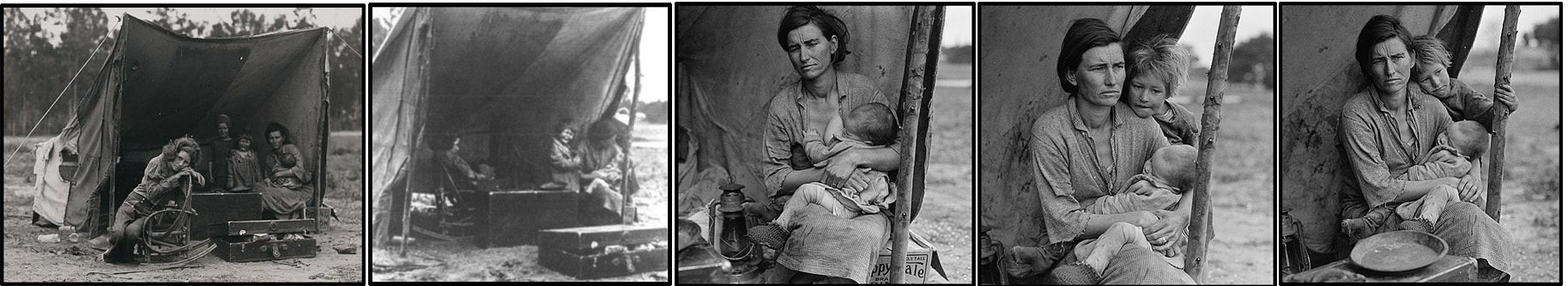

### Dalsze losy
Status materialny rodziny poprawił się po II wojnie światowej, kiedy Florence wyszła za George’a Thompsona, pracownika szpitala. Florence długo pozostała anonimowa – nie znano tożsamości kobiety na sławnym zdjęciu. Dopiero w latach 70. zdecydowała się opowiedzieć swoją historię w lokalnym czasopiśmie „The Modesto Bee”.
W latach 70. dzieci Florence Thompson kupiły dom w Modesto, jednak ona sama nie czuła się w nim dobrze i zamieszkała w przyczepie, gdyż lepiej się czuła, mieszkając w ruchomym domu.
W 1983 r. u 79-letniej Thompson zdiagnozowano nowotwór. Nim podjęto leczenie, skierowano ją na operację, w jej wyniku jednak Florence doznała udaru. Mimo opieki rodziny jej zdrowie się pogarszało; zaczęła wymagać kosztownej, całodobowej opieki pielęgniarskiej. Rodzina zdecydowała się opublikować w czasopiśmie „San Jose Mercury News” prośbę o wsparcie. Spotkała się ona z bardzo silnym odzewem – na pokrycie kosztów leczenia bohaterki historycznej fotografii zebrano około 35 000 dolarów, rodzina otrzymała też około 2000 listów, w których ludzie dzielili się tym, jak wpłynęło na nich zdjęcie Florence Thompson.